# أركادي دفوركوفيتش
أركادي فلاديميروفيتش دفوركوفيتش (بالروسية: Аркадий Владимирович Дворкович) هو نائب رئيس الوزراء في الحكومة الروسية منذ يوم 21 مايو عام 2012. وكان يتولى قبل ذلك منصب مساعد الرئيس الروسي ومنصب رئيس إدارة الخبراء لدى الرئيس الروسي (اعوام 2004 – 2008) ونائب وزير التنمية الاقتصادية والتجارة (اعوام 2001 – 2004).

## حياته
ولد دفوركوفيتش في 26 مارس عام 1972 في موسكو في عائلة حكم الشطرنج الدولي فلاديمير ياكوفليفيتش دفوركوفيتش. تخرج عام 1994 من كلية الاقتصاد بجامعة موسكو الحكومية بتخصص اقتصاد الكومبيوترات. وانهى العام نفسه مدرسة الاقتصاد العليا الروسية حيث نال دبلوم ماجستير.
التحق عام 1994 بفريق الخبراء الاقتصاديين لدى وزارة المالية، ثم تولى رئاسة هذا الفريق. ومن المهام التي تولاها الفريق التكهن في ايرادات الميزانية ومساعدة إدارة اقتصاد الجملة في وزارة المالية.
وفي عام 1997 انهى دفوركوفيتش جامعة ديوك في ولاية كارولاينا الشمالية الأمريكية.
وتولى عام 2000 منصب خبير في مركز الدراسات الإستراتيجية الذي ترأسه غيرمان غريف. وبعد تولي غريف منصب وزير التنمية الاقتصادية صار دفوركوفيتش مستشارا له. ثم شغل منصب نائب وزير التنمية الاقتصادية والتجارة في روسيا.
وفي 13 مايو/آيار عام 2008 اصدر الرئيس دميتري مدفيديف مرسوما بتعيين دفوركوفيتش مساعدا للرئيس الروسي وممثلا للرئيس الروسي في مجموعة الثمانية الكبار.
في اعوام 2007 - 2009 تولى منصب نائب رئيس اتحاد الشطرنج الروسي (RCF)، وعام 2010 تم تعيينه رئيس مجلس المراقبة في
RCF.
وتم تعيينه في 21 مايو/أيار عام 2012 نائبا لرئيس الوزراء دميتري ميدفيديف.
وتزوج عام 2000 من زمرد رستموفا النائبة السابقة لوزير الممتلكات في روسيا العضوة في مجلس إدارة شركتي «بوليميتال» و«بنك التنمية الروسي».

## الوصلات الخارجية
- أركادي دفوركوفيتش على موقع الاتحاد الدولي للشطرنج (الإنجليزية)

أركادي دفوركوفيتش في تويتر